# Выборы мэра Томска (2018)
Выборы мэра города Томска состоялись в Томске 9 сентября 2018 года в единый день голосования. Срок полномочий избранного мэра — 5 лет.

## Ключевые даты
- 19 июня 2018 года Томская городская дума назначила выборы на 9 сентября 2018 года — единый день голосования.
- до 18:00 31 июля приём документов на участие в выборах от кандидатов.
- 8 сентября — день тишины.
- 9 сентября — день голосования.

## Выдвинутые кандидаты
По состоянию на 20 июля 2018 года Городская избирательная комиссия приняла документы у девяти кандидатов.
| Выдвинутые кандидаты                | Выдвинутые кандидаты                                                                                               | Выдвинутые кандидаты                 | Выдвинутые кандидаты   | Выдвинутые кандидаты                | Выдвинутые кандидаты |
| Кандидат                            | Деятельность/должность (на момент выдвижения)                                                                      | Субъект выдвижения                   | Статус                 | Дата подачи документов о выдвижении | Дата регистрации     |
| ----------------------------------- | --- | ------------------------------------ | ---------------------- | ----------------------------------- | -------------------- |
| Алексей Игоревич Выборов            | депутат городской думы Северска                                                                                    | ЛДПР                                 | зарегистрирован        | 19 июля                             | 26 июля              |
| Илья Сергеевич Клинкин              | директор по развитию ООО «Эко-фабрика Сибирский кедр»                                                              | самовыдвижение                       | снялся с выборов       | —                                   | —                    |
| Иван Григорьевич Кляйн              | действующий мэр Томска                                                                                             | «Единая Россия»                      | зарегистрирован        | 11 июля                             | 20 июля              |
| Евгений Николаевич Макаренко        | заместитель директора ООО «Томпромтранс»                                                                           | член «Единой России», самовыдвижение | зарегистрирован        | 14 июля                             | 09 августа           |
| Галина Григорьевна Немцева          | глава фракции «Справедливой России» в Томской областной думе                                                       | «Справедливая Россия»                | зарегистрирован        | 19 июля                             | 26 июля              |
| Александр Константинович Парфинович | студент Национального исследовательского Томского государственного университета                                    | самовыдвижение                       | отказано в регистрации | —                                   | —                    |
| Станислав Владимирович Перунов      | коммерческий директор ООО «Ирида»                                                                                  | самовыдвижение                       | отказано в регистрации | —                                   | —                    |
| Андрей Геннадьевич Петров           | заведующий кафедры в Томском государственном архитектурно-строительном университете, депутат городской думы Томска | КПРФ                                 | зарегистрирован        | 26 июля                             | —                    |
| Сергей Янович Трапезников           | исполнительный директор Ассоциации организаций, занятых в сфере обращения с отходами                               | «Яблоко»                             | зарегистрирован        | 17 июля                             | 26 июля              |

## Результаты
| Место                       | Место                       | Кандидат                    | Партия                      | Голосов | %       |
| --------------------------- | --------------------------- | --------------------------- | --------------------------- | ------- | ------- |
|                             | 1.                          | Иван Кляйн                  | Единая Россия               | 39 621  | 52,79 % |
|                             | 2.                          | Галина Немцева              | Справедливая Россия         | 12 497  | 16,65 % |
|                             | 3.                          | Андрей Петров               | КПРФ                        | 9536    | 12,71 % |
|                             | 4.                          | Алексей Выборов             | ЛДПР                        | 4874    | 6,49 %  |
|                             | 5.                          | Евгений Макаренко           | Самовыдвижение              | 4495    | 5,99 %  |
|                             | 6.                          | Сергей Трапезников          | Яблоко                      | 2658    | 3,54 %  |
| Действительных бюллетеней   | Действительных бюллетеней   | Действительных бюллетеней   | Действительных бюллетеней   | 73 681  | 98,18 % |
| Недействительных бюллетеней | Недействительных бюллетеней | Недействительных бюллетеней | Недействительных бюллетеней | 1369    | 1,82 %  |
| Всего                       | Всего                       | Всего                       | Всего                       | 75 050  | 100 %   |
|                             |                             |                             |                             |         |         |
| Явка                        | Явка                        | Явка                        | Явка                        | 75 050  | 19,82 % |
| Общее число избирателей     | Общее число избирателей     | Общее число избирателей     | Общее число избирателей     | 378 618 |         |